# La Forêt-de-Tessé
La Forêt-de-Tessé ist eine französische Gemeinde mit 209 Einwohnern (Stand: 1. Januar 2022) im Département Charente in der Region Nouvelle-Aquitaine (vor 2016 Poitou-Charentes); sie gehört zum Arrondissement Confolens und zum Kanton Charente-Nord. Die Einwohner werden Tesséens genannt.

## Geographie
La Forêt-de-Tessé liegt etwa 45 Kilometer nördlich von Angoulême und wird umgeben von den Nachbargemeinden Lorigné im Norden, Montjean im Osten, La Magdeleine im Süden, Theil-Rabier im Südwesten sowie Valdelaume mit Pioussay im Westen.

## Bevölkerungsentwicklung
| Jahr                       | 1962 | 1968 | 1975 | 1982 | 1990 | 1999 | 2006 | 2019 |
| Einwohner                  | 339  | 284  | 249  | 222  | 212  | 195  | 201  | 200  |
| Quellen: Cassini und INSEE |      |      |      |      |      |      |      |      |

## Sehenswürdigkeiten
- Kirche Saint-Junien
- Wehrhaus von Tessé aus dem 11./12. Jahrhundert, früherer Donjon, seit 1994 Monument historique

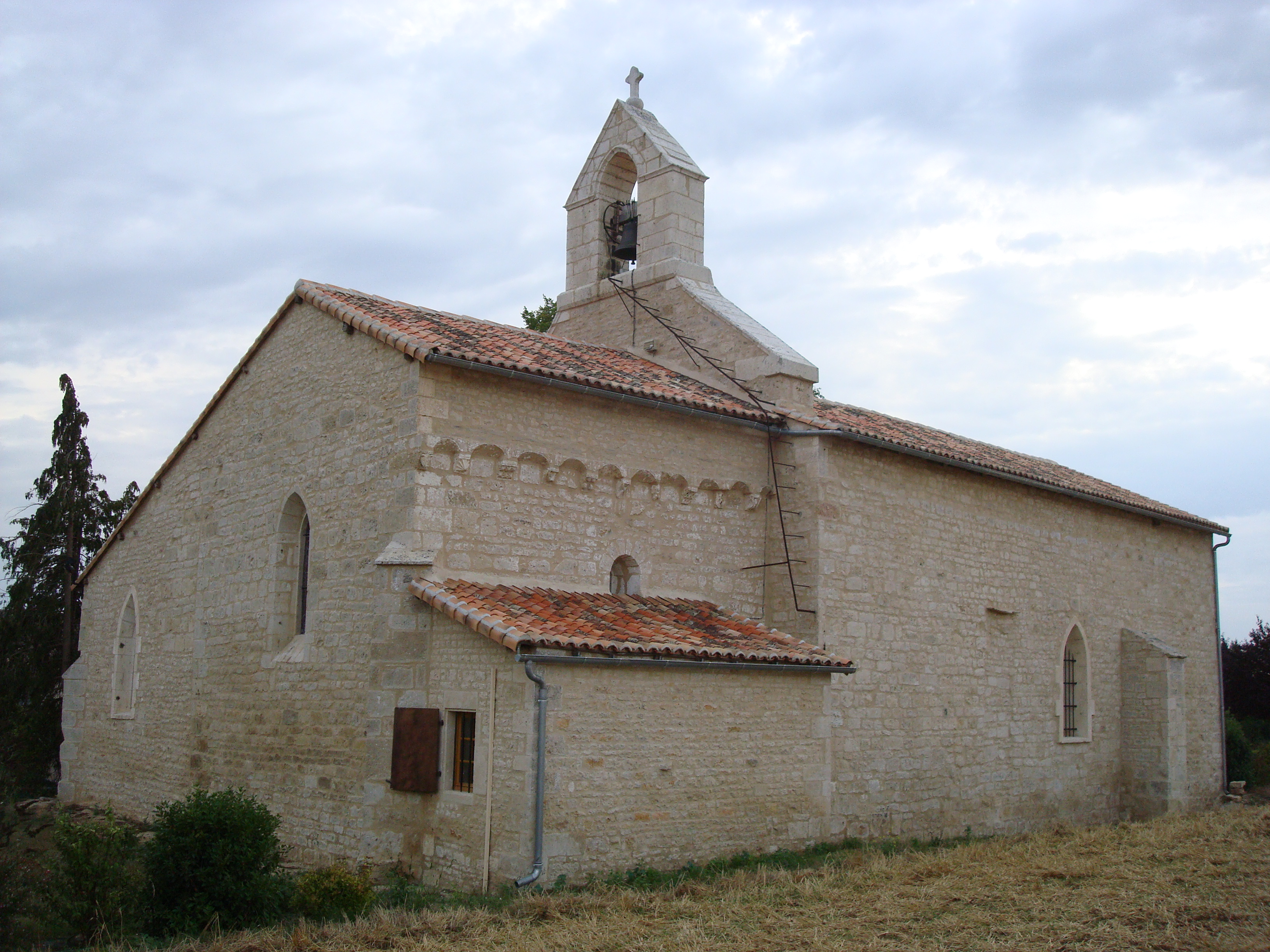
Kirche Saint-Junien
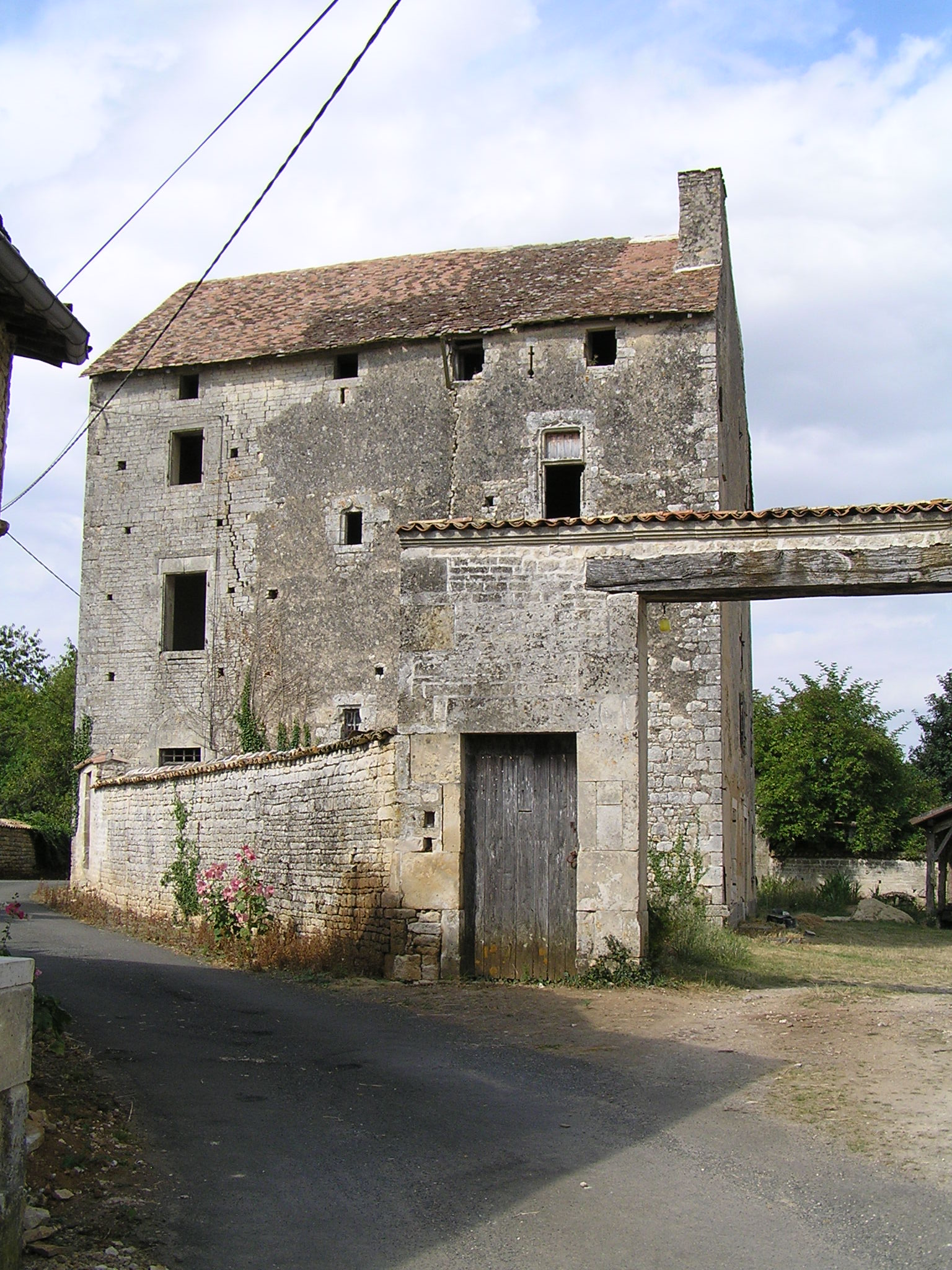
Wehrhaus von Tessé